# 루트비히 쾨헬
루트비히 쾨헬(Ludwig Ritter von Köchel, 루트비히 알로이스 프리드리히 리터 폰 쾨헬, 루트비히 리터 폰 쾨헬, 1800년 1월 14일 ~ 1877년 6월 3일)은 오스트리아의 음악학자, 법학자, 피아니스트, 작곡가, 식물학자, 저술가, 출판업자이다.

## 생애
1824년 피아노 연주자로 첫 데뷔하였고 1827년 빈 대학교 대학원에서 법학박사 학위를 받은 이후 법학자·식물학자·음악학자·저술가·출판업자로 활동하였다.
만년에는 오스트리아-헝가리 제국 제정부로부터 기사 작위를 받기도 하였다.

## 공적
그는 쾨헬 번호 창안에 공적이 있다.

## 학력
- 오스트리아 빈 대학교 법학과 학사
- 오스트리아 빈 대학교 대학원 법학석사·법학박사